# جان فرانسیس بنتلی
جان فرانسیس بنتلی (انگلیسی: John Francis Bentley؛ ۳۰ ژانویه ۱۸۳۹ - ۲ مارس ۱۹۰۲) یک معمار کلیسا اهل انگلستان بود.
سبک معماری وی نئوبیزانس است از معروف‌ترین ساخته‌های وی میتوان به کلیسای جامع وست‌مینستر و کلیسای کورپس کریستی، بریکستون اشاره کرد.

## نگارخانه

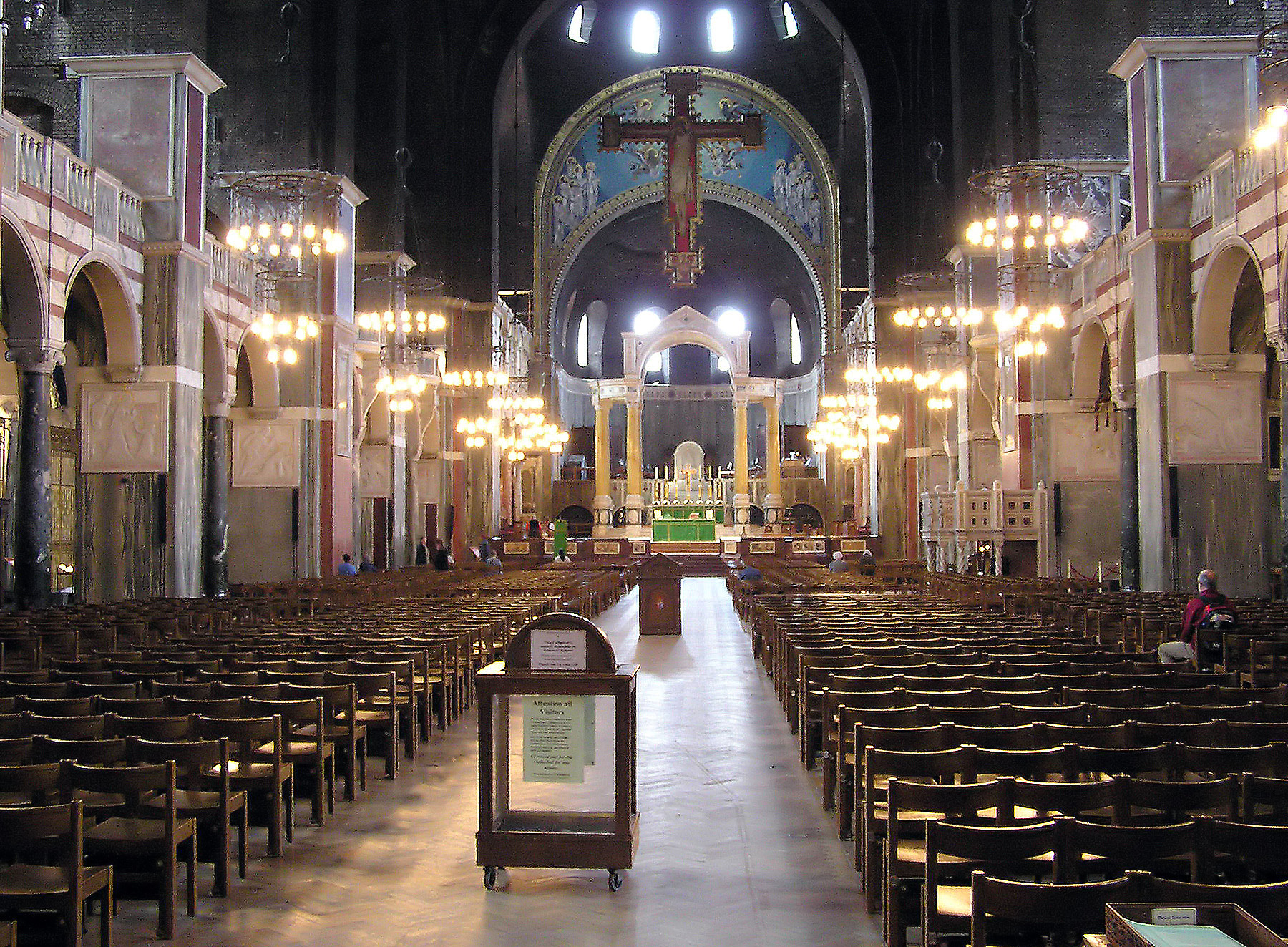
کلیسای جامع وست‌مینست
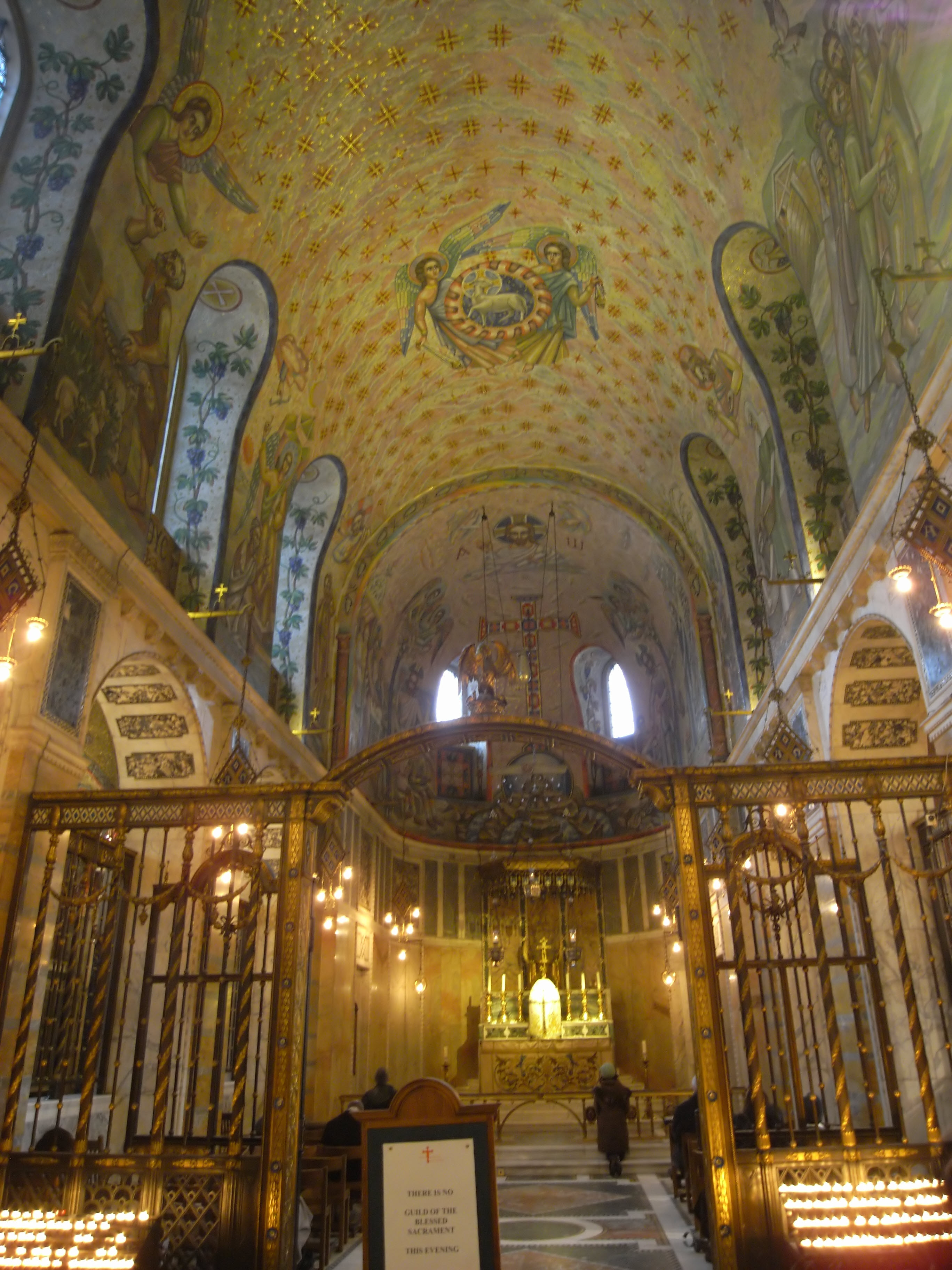
کلیسای جامع وست‌مینست
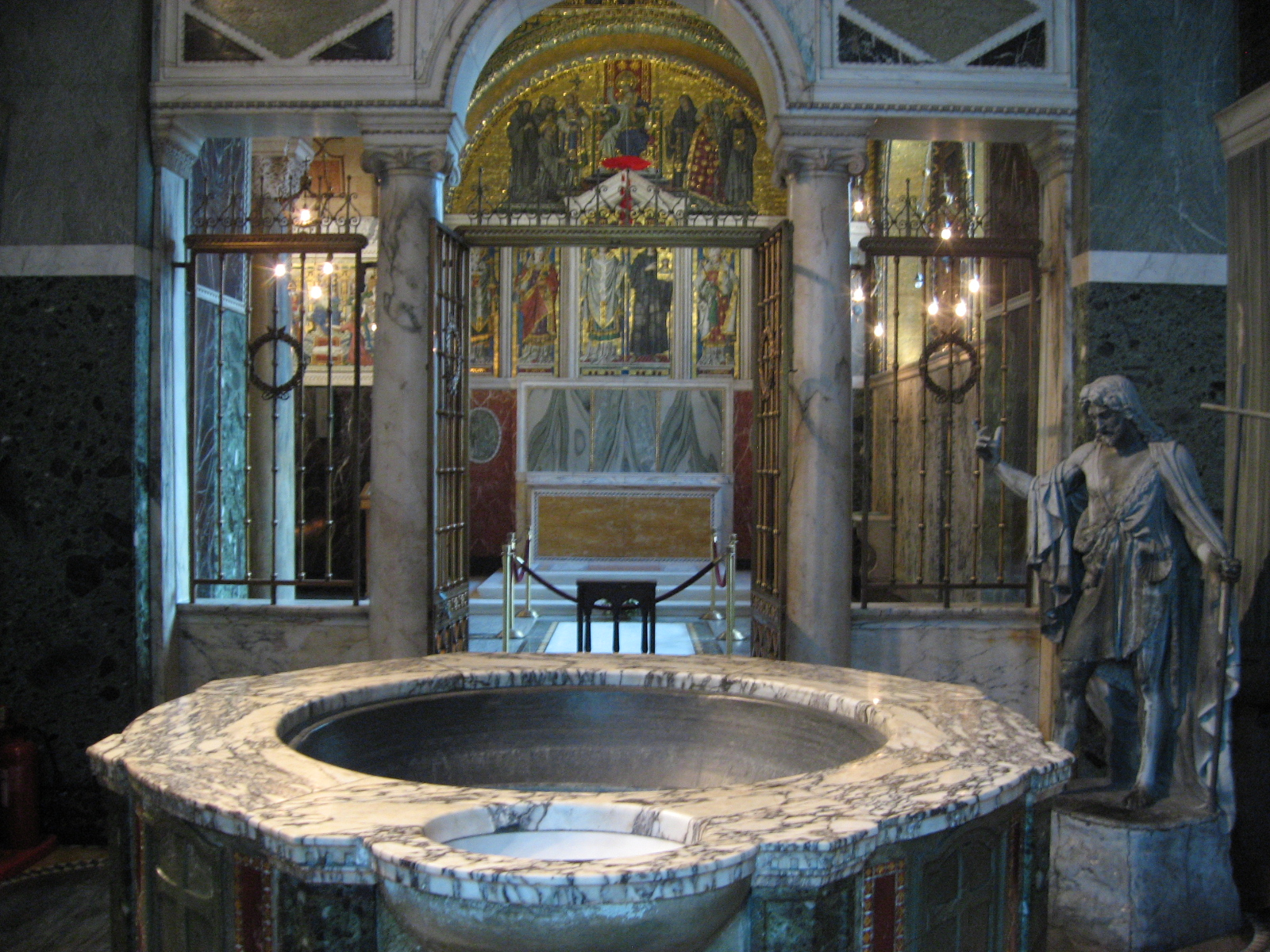
کلیسای جامع وست‌مینست
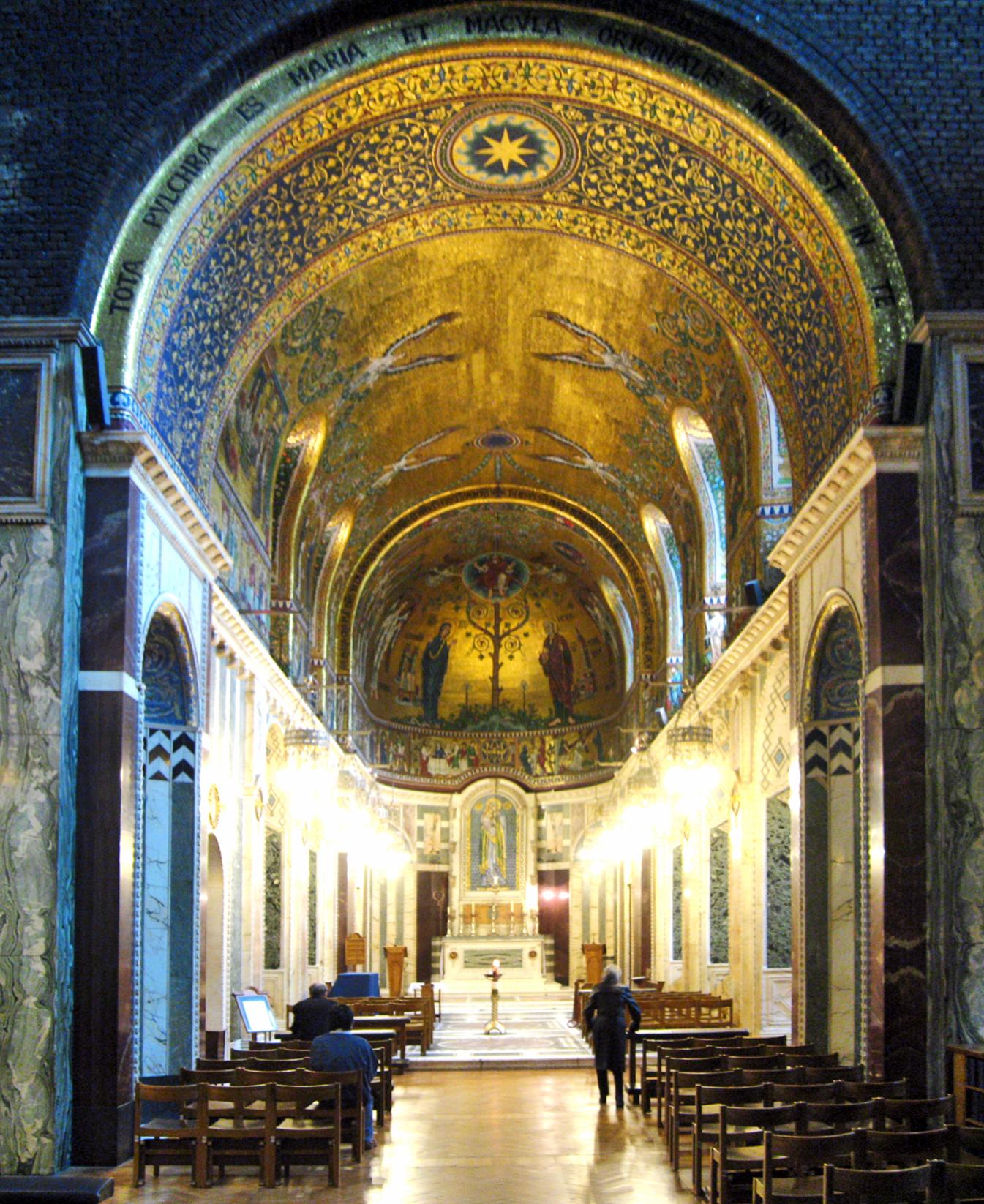
کلیسای جامع وست‌مینست
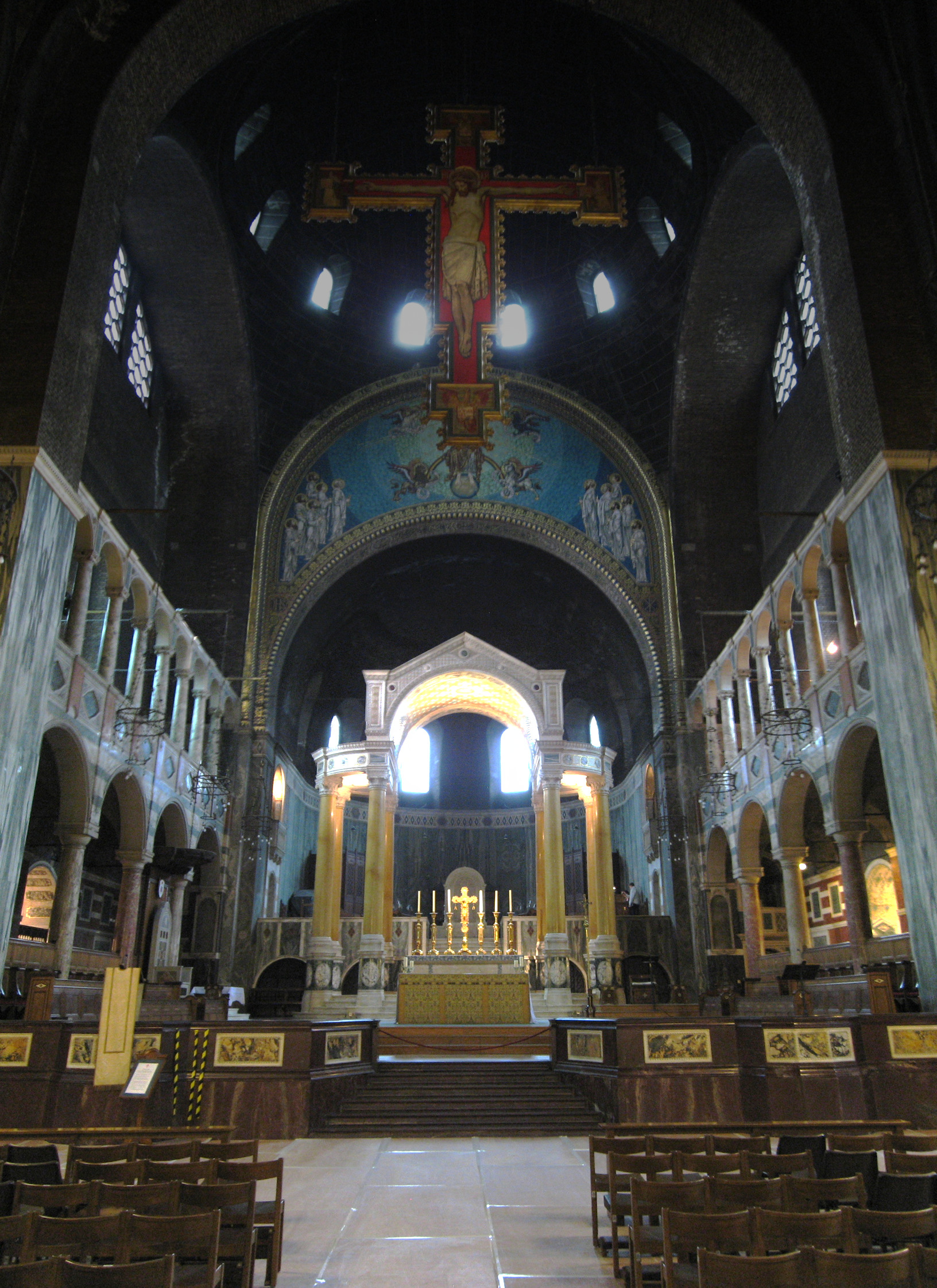
کلیسای جامع وست‌مینست
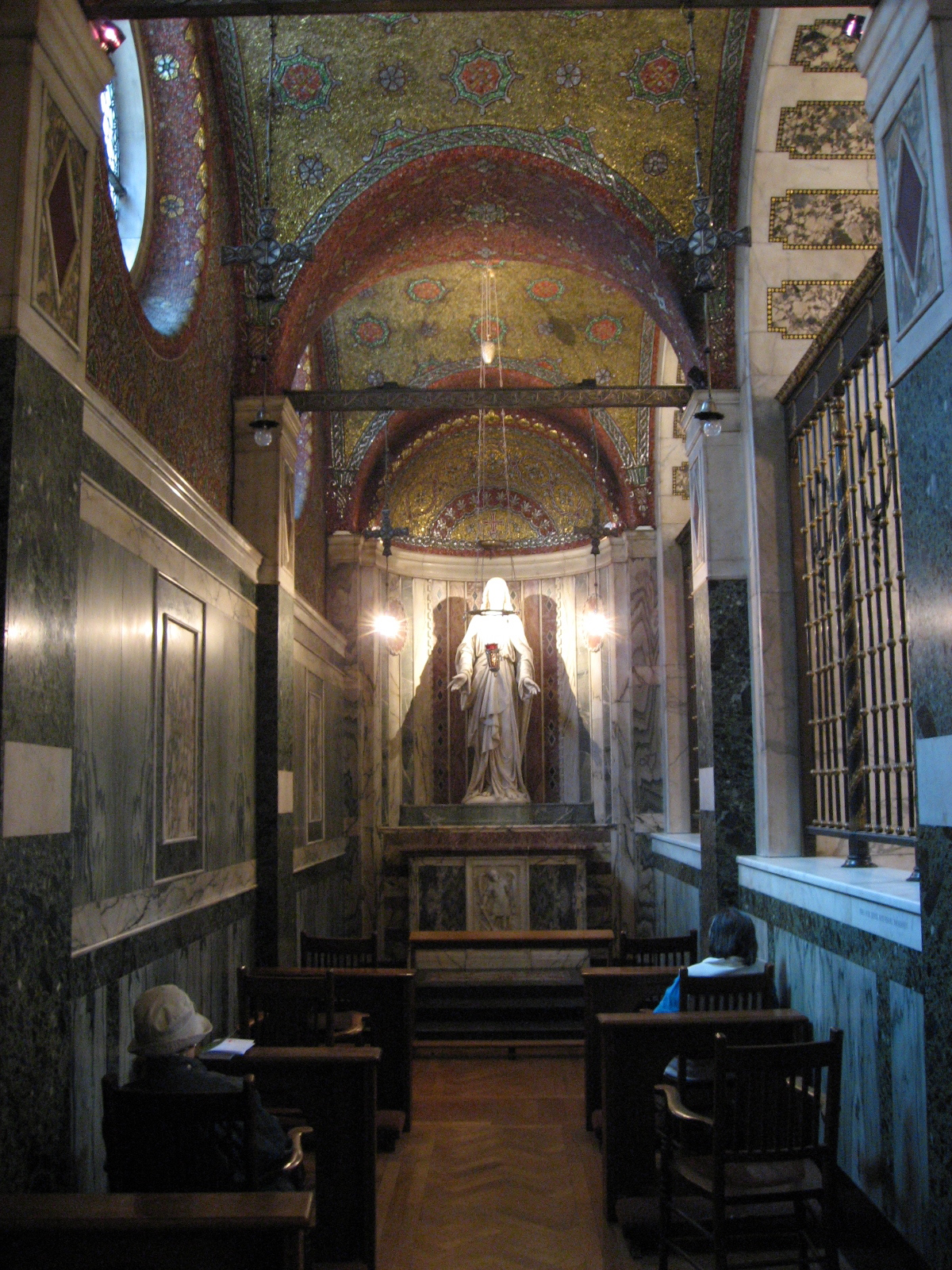
کلیسای جامع وست‌مینست
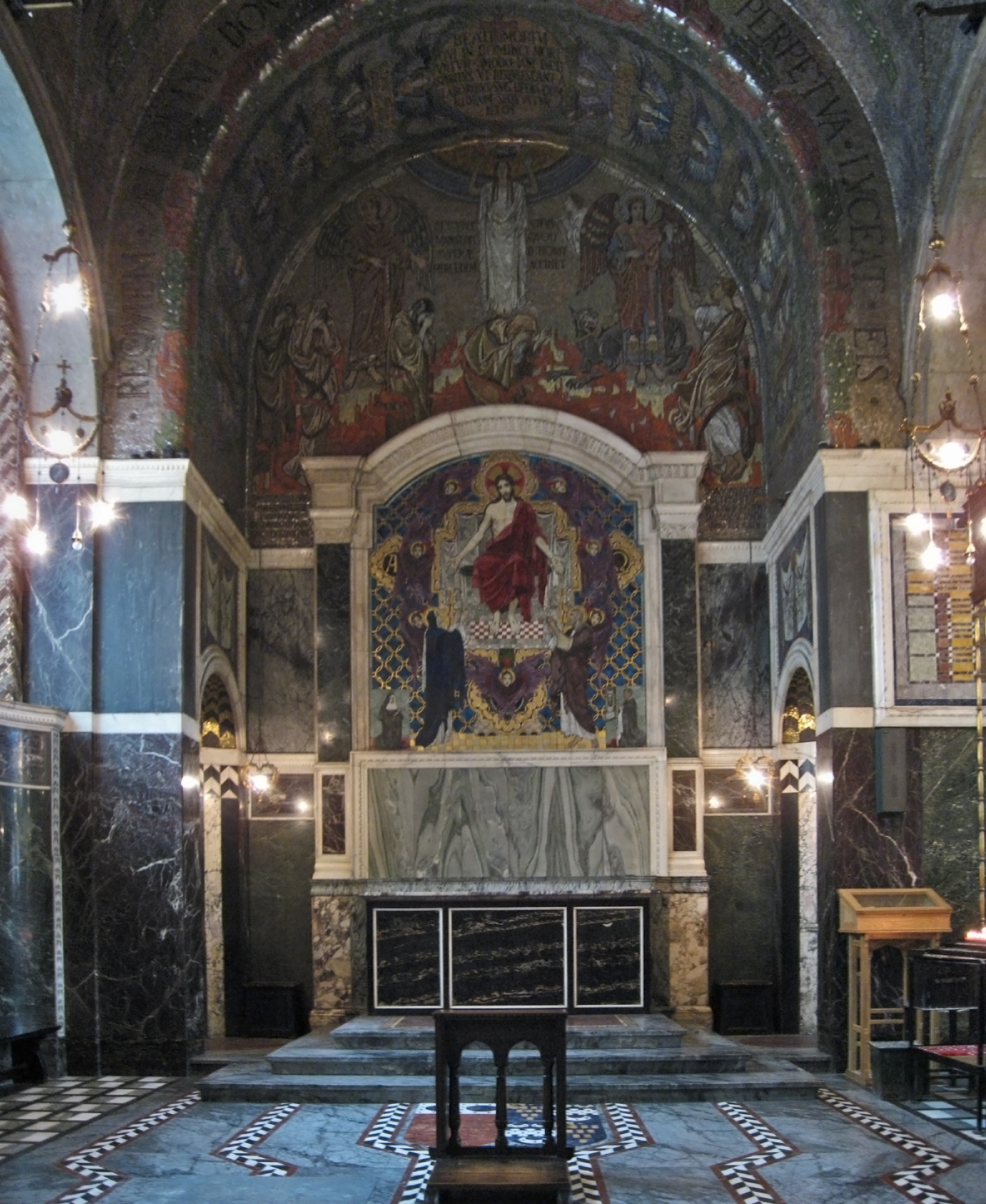
کلیسای جامع وست‌مینست
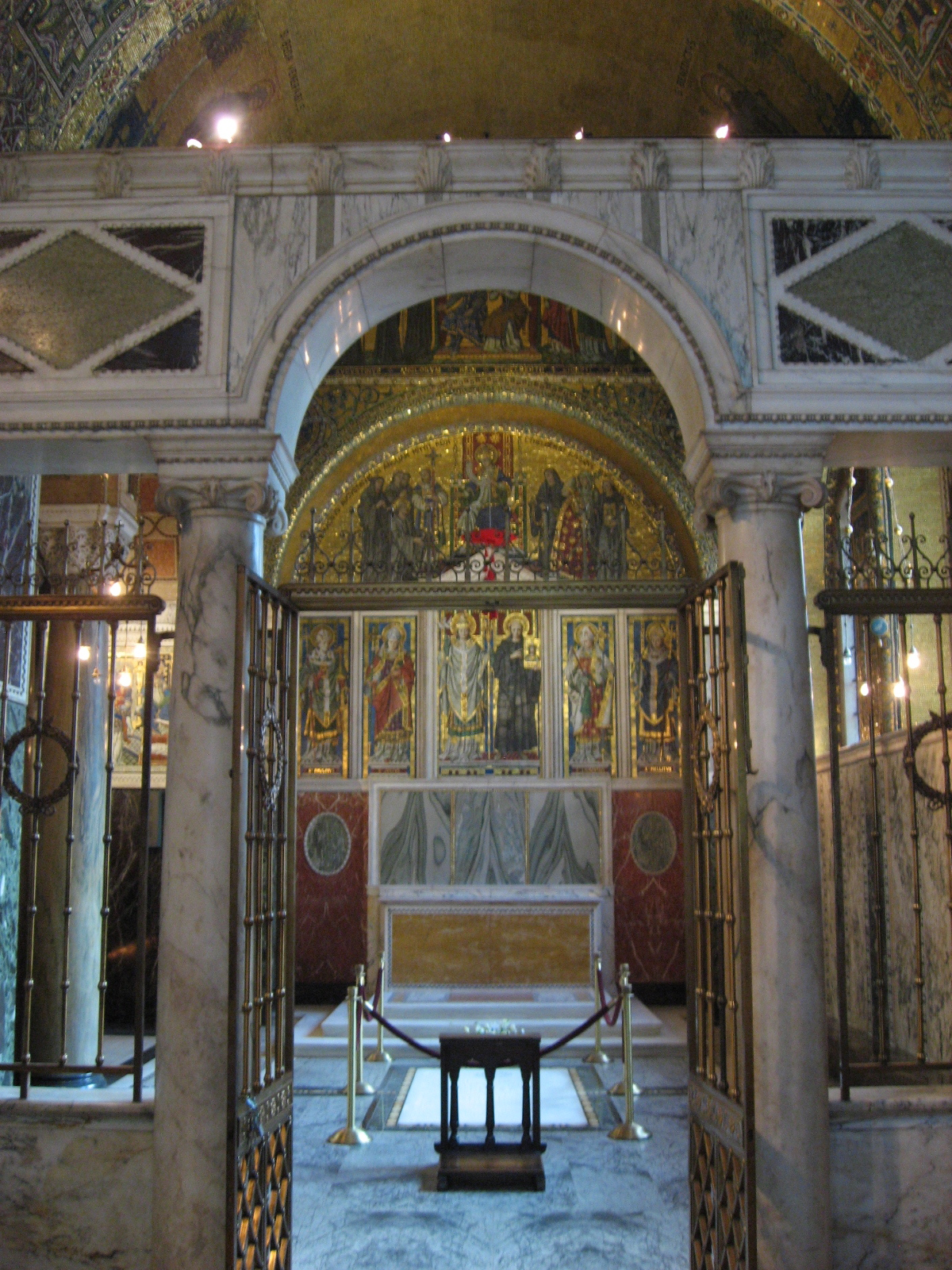
کلیسای جامع وست‌مینست
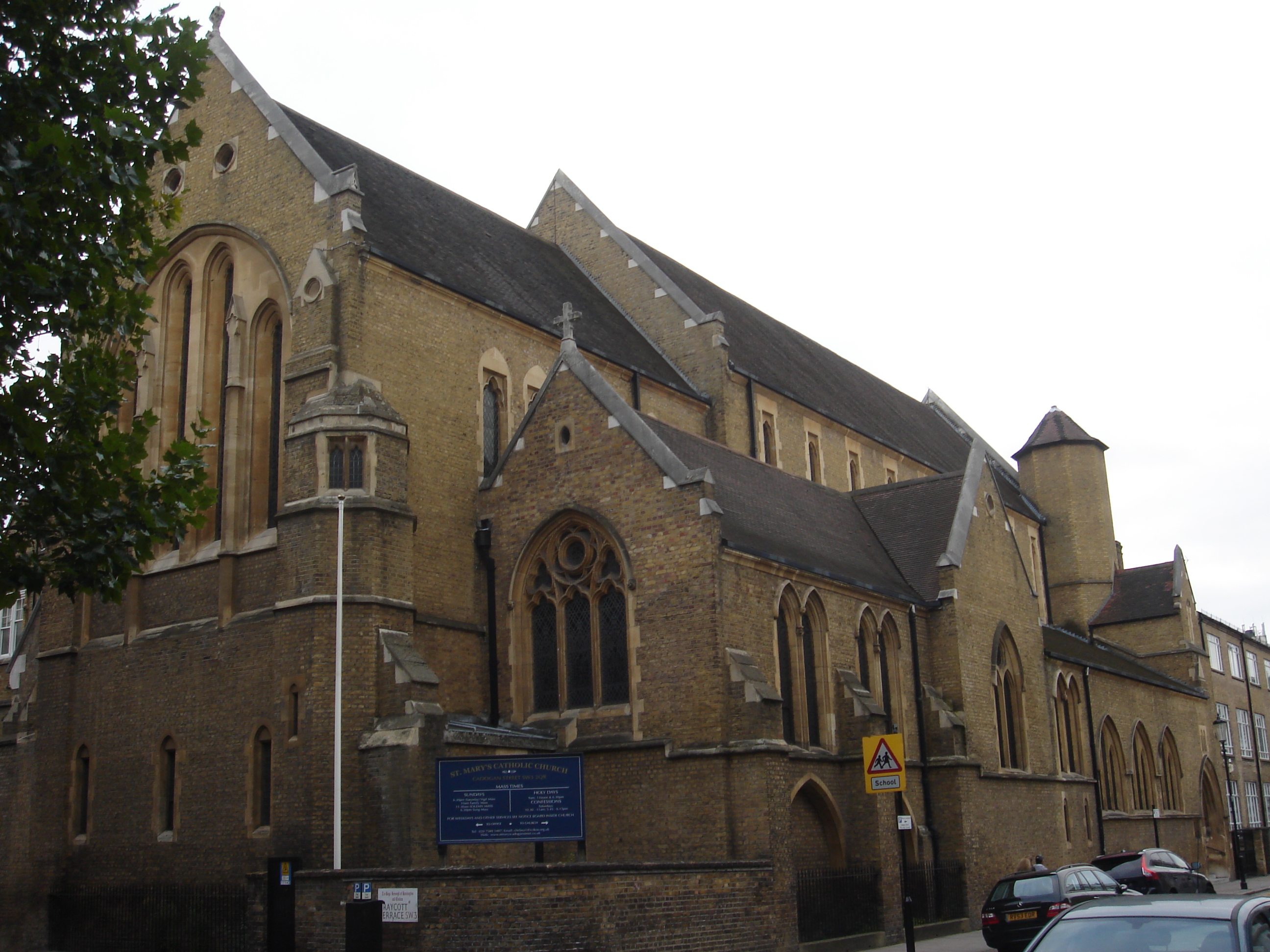
کلیسای سنت ماری خیابان کدوگان
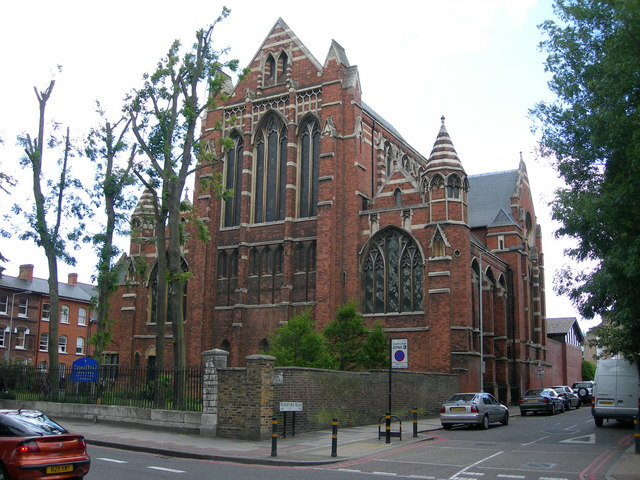
کلیسای کورپس کریستی، بریکستون